# As Lamas (Maceda)
As Lamas es un lugar español situado en la parroquia de Zorelle, del municipio de Maceda, en la provincia de Orense, Galicia.

## Demografía
| Gráfica de evolución demográfica de As Lamas entre 2000 y 2022 |
|                                                                |
| Datos según el nomenclátor publicado por el INE.               |